# 都梁县 (中国)
都梁县，中国古县名。
西汉时置，原为长沙国地。汉武帝元朔五年（前124年）置都梁侯国，元鼎六年（前111年）称都梁县，治所在今湖南省武冈市东北。以县西都梁山得名。属零陵郡。三国东吴宝鼎元年（266年），改为武冈县，属昭陵郡。西晋太康元年（280年），在今武冈市东北境，分置都梁县和建兴县，属昭陵郡，治所在今隆回县。南梁大通二年（528年），并武强县（原武冈县改）、建兴县并入都梁县，辖境含今洞口县。隋朝开皇九年（589年）废，并入邵阳县。